# Adam Bałdych
Adam Bałdych (ur. 18 maja 1986 w Gorzowie Wielkopolskim) – polski skrzypek i kompozytor.

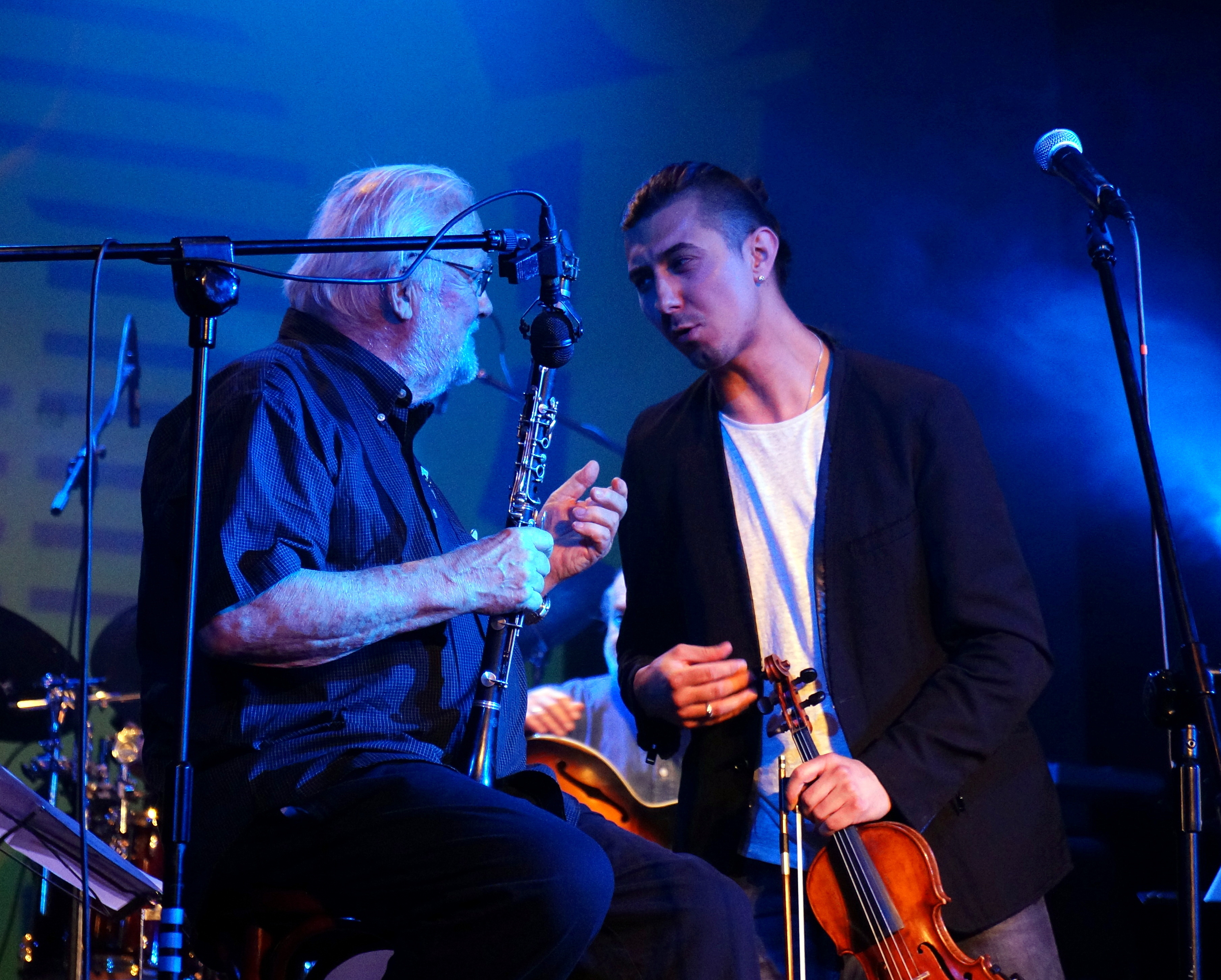
Z Bradem Terrym (2016)

## Życiorys
Ukończył z wyróżnieniem studia w Akademii Muzycznej w Katowicach, w klasie Henryka Gembalskiego. Od 2012 roku związany z prestiżową oficyną wydawniczą ACT, właściciel niezależnego wydawnictwa Imaginary Music.
Międzynarodowy debiut muzyczny miał miejsce na płycie Imaginary Room, którą wydał wraz z europejskimi muzykami: Lars Danielsson, Jacob Karlzon, Verneri Pohjola, Morten Lund oraz Marius Neset. Płyta otrzymała nagrodę niemieckiego przemysłu muzycznego – ECHO JAZZ 2013.
Otrzymał liczne nagrody i wyróżnienia, w tym: Grand Prix i nagrodę indywidualną festiwalu „Jazz nad Odrą” (2006), ECHO Jazz oraz Preis der deutschen Schallplattenkritik 2024 – nagrody niemieckiego przemysłu muzycznego. Został odznaczony Złotym Krzyżem Zasługi, odznaką honorową „Zasłużony dla Kultury Polskiej” oraz medalem Gloria Artis. Trzykrotnie nominowany do nagrody Koryfeusz Muzyki Polskiej jako osobowość roku.
Nazywany „cudownym dzieckiem skrzypiec”, karierę rozpoczął w wieku 14 lat. Szybko został okrzyknięty innowatorem łączącym dokonania muzyki poważnej i współczesnego języka skrzypcowego z talentem improwizatorskim. W krótkim czasie stworzył własny rozpoznawalny styl, który stał się inspiracją dla nowej generacji improwizujących skrzypków.
“Adam Bałdych redefiniuje pojęcie skrzypiec” - pisał brytyjski The Guardian. Wtóruje mu Ulrich Olshausen z niemieckiego Frankfurter Allgemeine Zeitung: „Bez wątpienia Adam jest najbardziej rozwiniętym technicznie skrzypkiem żyjącym w naszych czasach. Możemy spodziewać się po nim wszystkiego.”
Swoją muzykę prezentował na najważniejszych festiwalach jazzowych, w prestiżowych salach koncertowych, m.in. w: Polsce, Niemczech, Korei Południowej, Chinach, Japonii, Stanach Zjednoczonych, Kanadzie, Austrii, Islandii, Portugalii, Azerbejdżanie, Holandii, Szwecji, Norwegii, Finlandii, Włoszech, Hiszpanii i Indonezji. Koncertuje i nagrywa z wybitnymi artystami, takimi jak: Yaron Herman, Agata Zubel, Cezary Duchnowski, Helge Lien, Aaron Parks, Lars Danielsson, Nils Landgren, Iiro Rantala, Marius Neset, Jacob Karlzon, Joachim Kuhn i Billy Cobham. Otrzymał liczne nagrody i wyróżnienia, w tym: Grand Prix i nagrodę indywidualną festiwalu „Jazz nad Odrą” (2006), ECHO Jazz – nagrodę niemieckiego przemysłu muzycznego (2013), Złoty Krzyż Zasługi (2016) oraz Odznakę „Zasłużony dla Kultury Polskiej” (2016). W 2021 roku otrzymał nagrodę publiczności BMW WELT JAZZ AWARD.
"Adam Bałdych ceniony jest za kreatywność na polu jazzu i wykonawstwa muzyki współczesnej, twórcze łączenie obu tych dziedzin oraz za wielką wyrazistość swoich muzycznych interpretacji" - brzmiała ocena jury nagrody Koryfeusz Muzyki Polskiej, do której nominację Adam Bałdych uzyskał w 2020 w kategorii Artysta Roku.
Brał udział w nagraniach blisko 20 płyt, w tym autorskie: "Imaginary Room" (Adam Bałdych & The Baltic Gang), "The New Tradition" (Adam Bałdych, Yaron Herman) „Bridges” (Adam Bałdych & Helge Lien Trio), „Brothers" (Adam Bałdych & Helge Lien Trio) – poświęcony pamięci brata artysty, gitarzysty Grzegorza Bałdycha, "Sacrum Profanum" (Adam Bałdych Quartet), "Poetry" (Adam Bałdych Quintet). W 2022 roku ukazuje się album Adam Bałdych Quintet - "Legend" z autorskimi interpretacjami muzyki Henryka Wieniawskiego współtworzony ze skrzypaczką Agatą Szymczewską, zdobywczyni I nagrody w konkursie H.Wieniawskiego w Poznaniu. 26.01.2024 ukazał się album Passacaglia nagrany wraz z pianistą Leszkiem Możdżerem a wydany nakładem Imaginary Music, wydawnictwa powołanego przez Bałdycha w 2023 roku. Najnowsze albumy artysty to nagrany wraz z Ensemble Peregrina i Michałem Górczyńskim - "Laeta Mundus" oraz "Portraits" nagrany wraz ze swoim kwintetem. 
Adam Bałdych jest również twórcą muzyki filmowej, m.in. do filmu "Skrzyżowanie" w reżyserii Dominiki Montean-Pańków  z Janem Englertem w roli głównej oraz filmów "Głos" czy "O doglądaniu Draceny" tej samej autorki.    
Bałdych działa również jako skrzypek i improwizator w świecie muzyki poważnej, współpracując z kompozytorami Pawłem Hendrichem (projekt Avatar, premiera - "Allopopulo") i Cezarym Duchnowskim, wiolonczelistą Andrzejem Bauerem (Transfuzja), śpiewaczką i kompozytorką Agatą Zubel (Impressions for 4), kompozytorką Ewą Trębacz (premiera - "Metanoia") 
10 czerwca 2016 Adam Bolesław Bałdych został odznaczony Złotym Krzyżem Zasługi przez prezydenta Rzeczypospolitej Polskiej Andrzeja Dudę oraz odznaką honorową „Zasłużony dla Kultury Polskiej” przyznaną przez Ministra Kultury i Dziedzictwa Narodowego. 31 maja 2019 roku Adam Bałdych otrzymał „Medal 100-lecia Odzyskania Niepodległości” przyznany mu przez Premiera RP Mateusza Morawieckiego. 23 maja 2022 Adam Bałdych został odznaczony medalem Gloria Artis oraz medalem Zasłużony dla Województwa Lubuskiego.

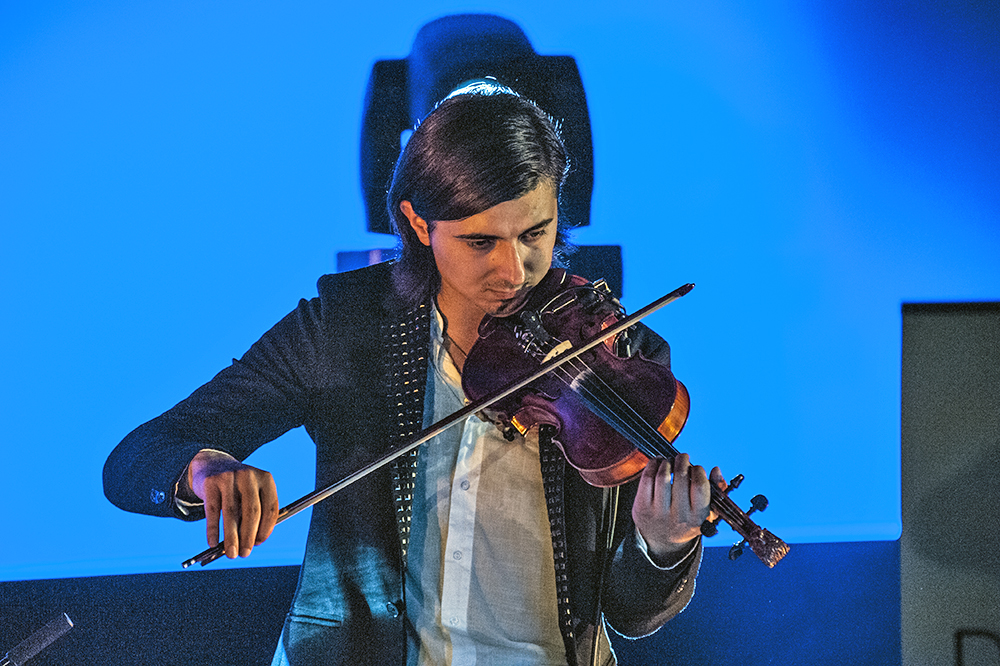
Występ w ramach Fre3Jazzdays Festiwal w Warszawie, sierpień 2012.

Mieszka i tworzy w Warszawie.

## Nagrody i odznaczenia
- 2011 – Ale Sztuka (nagroda TVP, Radio Zachód, Gazeta Wyborcza)
- 2012 – Nadzieja Melomanów/Oscary Jazzowe
- 2013 – Słowik – nagroda kulturalna Gorzów Wlkp
- 2013 – ECHO Jazz – Nagroda Niemieckiego Przemysłu Muzycznego
- 2013 – Nominacja do Fryderyka - Artysta Roku, Album Roku – muzyka jazzowa
- 2013 – Grand Prix Jazz Melomani – Artysta Roku, Płyta Roku
- 2014 – Motyl – Nagroda Kulturalna Prezydenta Miasta Gorzowa
- 2015 – GrandPrix Jazz Melomani – Płyta Roku (The New Tradition)
- 2016 – Złoty Krzyż Zasługi - odznaczenie prezydenta RP
- 2016 – Odznaka Honorowa „Zasłużony dla Kultury Polskiej” - odznaczenie Ministra Kultury i Dziedzictwa Narodowego
- 2019 – Medal 100-lecia Odzyskania Niepodległości
- 2020 – Nominacja do nagrody Koryfeusz Muzyki Polskiej
- 2022 – Gloria Artis - odznaczenie Ministra Kultury i Dziedzictwa Narodowego[18]

## Działalność kompozytorska
- 2015 – „Mozaika - Impresje” – suita napisana na zamówienie Baltic Neopolis Orchestra. Prawykonanie Szczecin, Polskie Radio, 26.11.2015[19]
- 2016 – „Antiphona – Psalmy Syryjskie” – suita napisana na zamówienie Orkiestry Muzyki Nowej. Prawykonanie Katowice, Nospr, 18.12.2016[20]
- 2017 – „Memoirs / Pamiętniki” – suita na orkiestrę symfoniczną i instrumenty improwizujące, napisana na zamówienie Filharmonii Kaliskiej. Prawykonanie Kalisz 15.12.2017[21]
- 2019 – „Early Birds Symphony” – utwór na orkiestrę smyczkową i instrumenty improwizujące, napisana na zamówienie festiwalu AUKOSDRONE. Prawykonanie z orkiestrą Aukso i Helge Lien Trio w Tychach 05.10.2019[22]
- 2021 – Concerto Galante -  utwór na orkiestrę smyczkową i skrzypce improwizujące napisane na zamówienie Stuttgarter KammerOrchester (Niemcy)
- 2021 – Teodor - utwór na skrzypce improwizujące, głos i orkiestrę symfoniczną
- 2021 – Kuyawiak - utwór na skrzypce improwizujące, fortepian, cymbały i orkiestrę smyczkową, napisana na zamówienie PWM/ Anaklasis, prawykonana z orkiestrą Aukso.
- 2021 – Śpiewnik Domowy - utwór na skrzypce improwizujące i kwartet smyczkowy, na zamówienie Kromer Festival – Biecz
- 2022 – muzyka do filmu "Głos" w reżyserii Dominiki Montean-Pańków
- 2022 – muzyka do filmu "O doglądaniu Draceny" w reżyserii Dominiki Montean-Pańków
- 2023 – Kurhanek Maryli - utwór na skrzypce improwizujący, chór i orkiestrę smyczkową, napisany na zamówienie festiwalu Niepodległa, prowykonany z orkiestrą Aukso i Chórem Polskiego Radia[23].
- 2024 – muzyka do filmu "Skrzyżowanie" w reżyserii Dominiki Montean-Pańków

## Dyskografia
- 2007: „Moje miasto”[24]
- 2009: „Damage Control”
- 2009: „Storyboard”
- 2011: „Magical Theatre”
- 2012: „Imaginary Room” (Adam Baldych & The Baltic Gang (ACT MUSIC))
- 2014: „The New Tradition” (Adam Baldych & Yaron Herman (ACT MUSIC))
- 2015: „Bridges” (Adam Baldych & Helge Lien Trio (ACT MUSIC))
- 2017: „Brothers” (Adam Baldych & Helge Lien Trio + Tore Brunborg (ACT MUSIC))
- 2019: „Sacrum Profanum” (Adam Baldych Quartet (ACT MUSIC))[25]
- 2020: Clouds (Bałdych / Courtois / Telderman (ACT MUSIC))
- 2021: Poetry (Adam Bałdych Quintet (ACT MUSIC))
- 2022: Legend (Adam Bałdych Quintet (Anaklasis))
- 2024: Passacaglia (Adam Bałdych & Leszek Możdżer (Imaginary Music, ACT MUSIC))
- 2024: Laeta Mundus (Adam Bałdych , Ensemble Peregrina, Michał Górczyński (Anaklasis)
- 2025: Portraits (Adam Bałdych Quintet (Imaginary Music, ACT Music)